# Taira

Mon der Taira: Agehachō (揚羽蝶, dt. „Ritterfalter“)

Die Taira (japanisch 平) waren neben den Fujiwara, Minamoto und Tachibana eine der vier einflussreichsten Clanfamilien, welche die Politik Japans während der Heian-Zeit dominierten. Nach der sino-japanischen Lesung ihres Namens ist diese Familie auch bekannt unter den Namen Heike (平家) und Heishi (平氏). Ihr Aufstieg und Fall wurde etwa im 13. oder 14. Jahrhundert im Heike Monogatari niedergeschrieben und dient bis heute als Grundlage für Theater-, Film- und Fernsehproduktionen.

## Ursprung
Der Name Taira wurde erstmals im 9. Jahrhundert an Nachfahren des 50. Kaisers Kammu (桓武, 781–806) verliehen. Da die zahlreichen Nachkommen der Kaiser oftmals keine Ämter am Hofe einnehmen konnten, wurden insbesondere in der Heian-Zeit immer häufiger Prinzen durch Erhalten eines Nachnamens zu Untertanen gemacht und erhielten Land oder Ämter in Provinzen außerhalb der Hauptstadt Heian. Im Laufe der Zeit entstanden aus der ursprünglichen Tairafamilie auch mehrere Nebenzweige, z. B. die Miura, die Hattori oder die Hōjō, sodass Familien sowohl der Taira als auch anderer Klans über ganz Japan verstreut waren. Häufig benannten sich diese Zweigfamilien nach der Region, in der sie Land besaßen, z. B. die Ise-Taira. Der größte Landbesitz in Händen der Taira konzentrierte sich im Osten Japans.

## Heian-Zeit

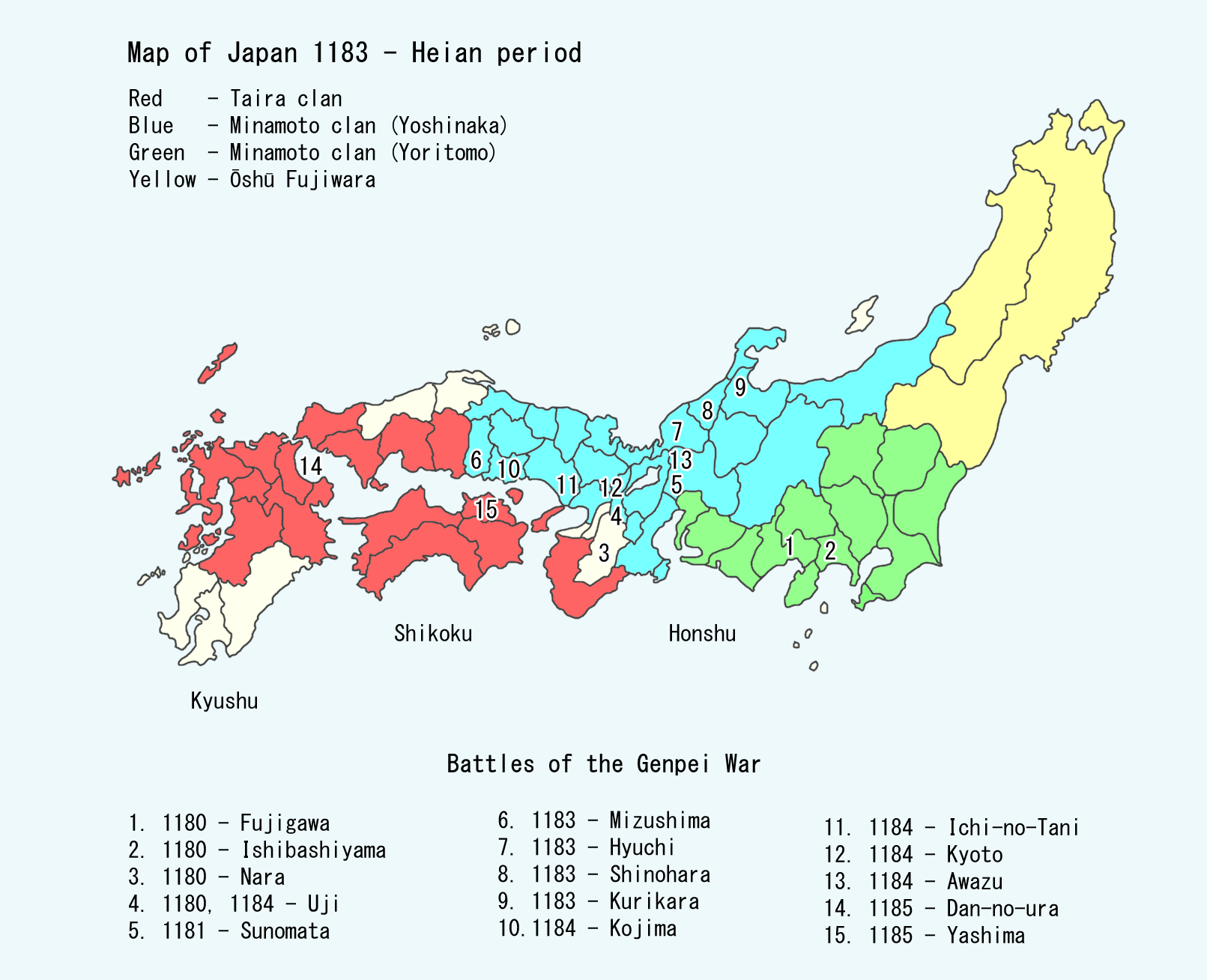
Die Domäne des Taira Clan in Japan (1183)

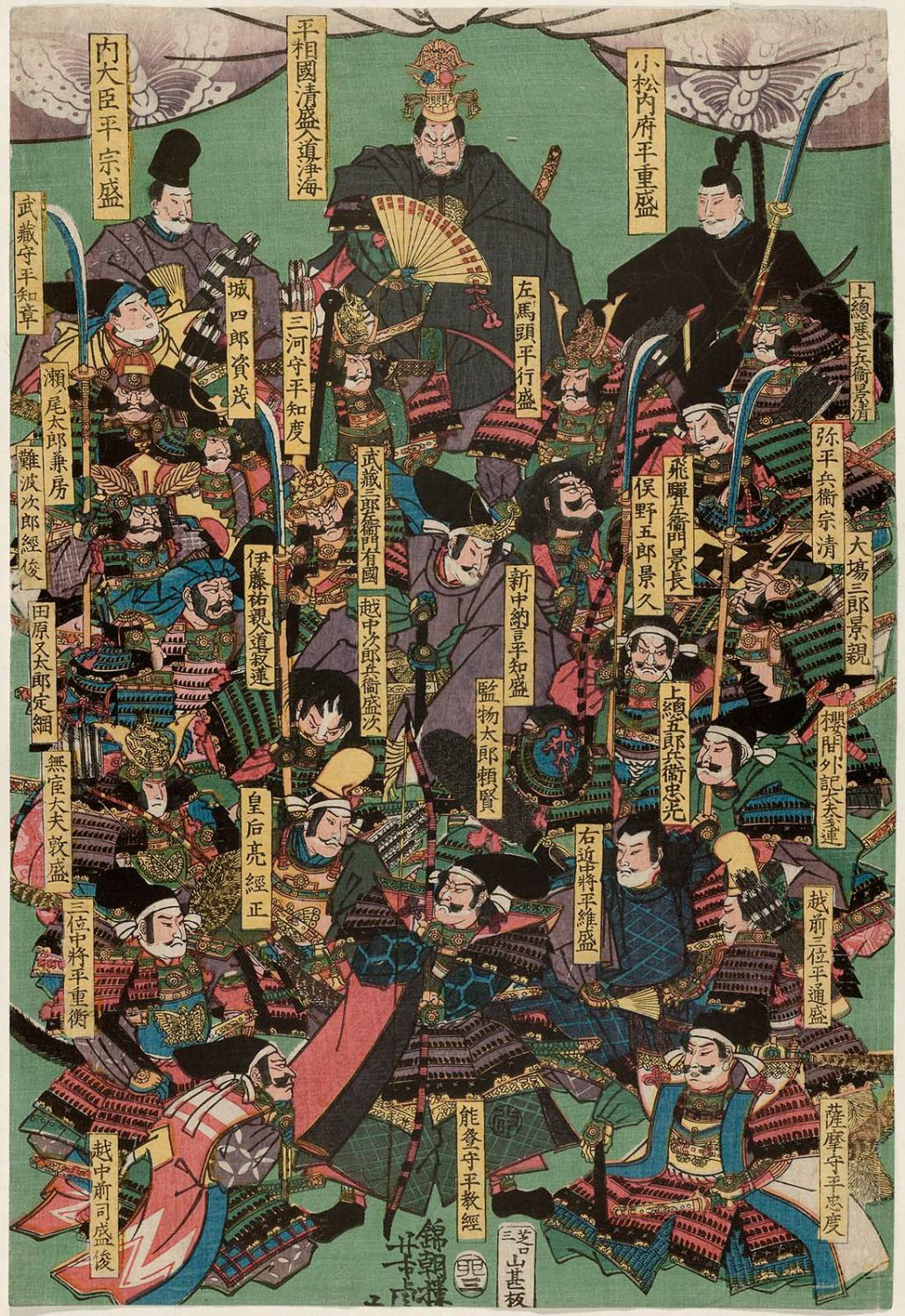
Krieger des Taira Clan von Utagawa Yoshitora

Um ihren Landbesitz gegen Nachbarn zu verteidigen, bauten die Abkömmlinge des Kaisers in den Provinzen private Armeen auf. So entwickelten sich die Taira, ähnlich wie die Minamoto, bald zu Krieger-Mächten, deren militärische Kraft auch des Öfteren vom Kaiserhof in Anspruch genommen wurde, um Rebellionen gegen die Regierung zu unterdrücken. Die Taira dienten am Hof aber nicht nur den dominierenden und insgeheim regierenden Fujiwara. Ab Anfang des 11. Jahrhunderts bildeten die Ise-Taira eine Streitkraft für die im Kloster lebenden Ex-Kaiser, deren Ziel es war, den politischen Einfluss der Fujiwara am Hof zu verringern. Es gab auch von frühester Zeit an Clanmitglieder, die ihre Macht gegen den Staat einsetzten und selbst Rebellionen anstachelten, z. B. die Rebellion des Taira no Masakado im Jahr 939. Mit dem Ziel einen zweiten Hof zu etablieren besetzte er das Provinzialamt in Hitachi, riss so die Herrschaft über die Provinzen in der Kantō-Gegend an sich und ließ sich als neuen Herrscher des Landes verkünden. Nach nur kurzer Zeit wurde seine Rebellion aber vom Heer Taira no Sadamoris und Fujiwara Hidesatos im Auftrag des Hofes in Heian niedergeschlagen und Masakado getötet.
Der Machtanspruch des Kriegeradels gegenüber dem kampfunfähigen Hofadel zeichnete sich bereits zur Zeit Masakados ab, aber der endgültige Triumph und Aufstieg folgte erst 200 Jahre später unter der Führung von Taira no Kiyomori.

### Politischer Aufstieg
Ab dem 11. Jahrhundert kam es zunehmend zu internen Konflikten und Streitigkeiten unter den Adligen am Kaiserhof selbst, was den Weg ebnete für den Machtverlust der kuge, Hofaristokraten wie die Fujiwara. Gleichzeitig begann der Aufstieg der bushi, der Kriegerfamilien wie die Taira und Minamoto. Der Erfolg der Taira begründete sich vor allem auf dem Ehrgeiz und der geschickten Politik ihres damaligen Oberhauptes Taira no Kiyomori. Während der Hōgen-Rebellion 1156 kämpften sie unter seiner Führung an der Seite von Minamoto no Yoshitomo für die Interessen des Tennō Go-Shirakawa, der sich am Ende gegen den Ex-Tennō Sutoku durchsetzte, wodurch beide Familien in der Politik an Bedeutung gewannen. Über diese neu gewonnene Macht entzweiten sich die vormals Verbündeten und die Rivalität zwischen den beiden Kriegerfamilien vergrößerte sich dermaßen, dass sie in den Jahren 1159/1160 im Zuge der Heiji-Rebellion mit Waffengewalt ausgefochten wurde. Am Ende wurden Yoshitomo und seine ältesten Söhne getötet und seine drei Jüngsten, darunter auch Minamoto no Yoritomo und Yoshitsune, ins Exil geschickt. Dadurch hatten sich die Taira zumindest für die nächsten zwei Jahrzehnte gegen die Minamoto durchgesetzt und konnten die Reichweite ihrer Macht im Land erheblich ausbauen. Kiyomori selbst häufte nicht nur Ländereien und Reichtum an, sondern übte anfangs im Amt des Daijō daijin, eine Art Kanzler, auch direkten Einfluss auf die Politik aus. Innerhalb kürzester Zeit enthob er die mächtigen Fujiwara ihrer hohen Ämter und besetzte diese mit Familienmitgliedern und Verbündeten der Taira. Nach kurzer Zeit gab er das Amt des Kanzlers aber wieder auf und zog aus dem Hintergrund die Fäden am Hof. Durch eine geschickte Heiratspolitik vereinte er die Linie der Taira mit der Kaiserfamilie und sicherte damit vor allem seine eigene Machtposition ab. So verheiratete er seine Schwägerin mit dem Ex-Kaiser Go-Shirakawa und später auch deren Sohn Norihito, Kaiser Takakura, mit seiner eigenen Tochter Toku.

### Fall
Der schnelle Aufstieg und die Konzentration der politischen Macht in den Händen der Taira und insbesondere in den Händen eines Mannes führte bald dazu, dass sich Adelige, ehemalige Verbündete und sogar Clanmitglieder gegen Kiyomori stellten. Als er dann 1180 Kaiser Takakura zur Abdankung zwang und seinen zweijährigen Enkel Antoku auf den Kaiserthron setzte, fühlte sich vor allem Prinz Mochihito, der Bruder Takakuras übergangen. Im selben Jahr verbündete dieser sich mit den Minamoto und anderen Feinden Kiyomoris. In den folgenden fünf Jahren gab es eine Reihe von Auseinandersetzungen, die später als Gempei-Krieg in die Geschichte eingingen. Da in den Jahren 1177–1180 noch dazu mehrere Naturkatastrophen, Hungersnot und Seuchen die damalige Hauptstadt Heian heimgesucht hatten, war auch die Stimmung im Volk gereizt. Zu dem Konflikt am Hof in Kyōto erfassten daher ganz Japan Aufstände gegen die Vertreter des Hofes in den Provinzen, von denen ein Großteil dank Kiyomori dem Taira-Clan angehörten oder seine Verbündeten waren. Nach dem Tod Kiyomoris an einer Krankheit im Februar 1181 steuerten die Taira direkt auf ihren Untergang zu. In der Schlacht von Dan-no-ura im März 1185 konnten die Minamoto unter der Führung von Yoritomo die letzte Schlacht für sich entscheiden. Neben den zahlreichen Soldaten der Taira fanden auch Kiyomoris Witwe und der junge Kaiser Antoku bei dieser Schlacht den Tod. Um das Land wieder in geordnete Verhältnisse zu versetzen, errichtete der siegreiche Minamoto no Yoritomo in den folgenden Jahren das erste Shogunat in Kamakura.

## Kamakura-Zeit
Trotz der Niederlage gegen die Minamoto und der großen Verluste wurden die Taira nicht vollständig ausgelöscht und auch ihr politischer Einfluss wurde nicht vollkommen zerschlagen. Auch im Kamakura-Shōgunat gelang es einem Zweig der Taira, die Politik aus dem Hintergrund zu leiten. Im Jahr 1203 erhielt Hōjō Tokimasa, der Schwiegervater Minamoto no Yoritomos, das Amt des Shikken. Er war der Regent für den Shōgun, d. h., dass de facto der Shikken und damit die Hōjō die gesamte politische Macht innehatten. Ihr Machtmonopol endete schließlich 1333 mit dem Sturz des Kamakura-Shogunats durch die Ashikaga.

## Wichtige Persönlichkeiten
Dies waren wichtige Mitglieder des Taira-Clans.
- Taira no Masakado (903–940)
- Taira no Tadamori (1096–1153)
- Taira no Kiyomori (1118–1181)
- Taira no Shigemori (1138–1179)
- Taira no Tadanori (1144–1184)
- Taira no Munemori (1147–1185)
- Taira no Tomomori (1152–1185)
- Taira no Shigehira (1158–1185)
- Taira no Atsumori (1169–1184)
- Taira no Takakiyo (1173–1199)
- Taira no Yoritsuna, (gest. 1293)